# Chocolate à Chuva
Chocolate à Chuva é um romance infantojuvenil publicado em 1982 da autoria de Alice Vieira.
Faz parte de uma trilogia composta pelos romances Rosa, Minha Irmã Rosa (1979) e Lote 12, 2º Frente  (1980).

## Enredo
Após o plano de férias de Mariana em Espanha ter fracassado, Mariana participa num acampamento organizado pela sua escola. Quando volta para casa, Mariana fica a saber que os pais de sua melhor amiga, Rita, pretendem divorciar-se.